# روث كيرن
روث كيرن (بالإنجليزية: Ruth Kern)‏ هي محامية أمريكية، ولدت في 1914 في شيكاغو في الولايات المتحدة، وتوفيت في 26 يناير 2002 في إل باسو في الولايات المتحدة.